# Giuseppe Agostino

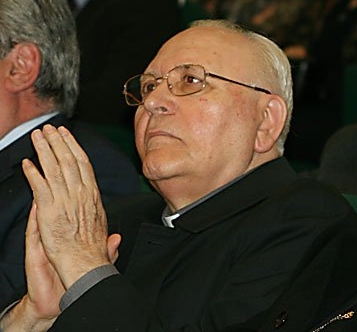
Erzbischof em. Giuseppe Agostino (März 2008)

Giuseppe Agostino (* 25. November 1928 in Reggio Calabria, Italien; † 24. März 2014 in Cosenza) war ein italienischer Geistlicher, der aufeinander folgend den Erzbistümern Crotone-Santa Severina und Cosenza-Bisignano vorstand.

## Leben
Giuseppe Agostino empfing nach seinem Studium der Theologie und Philosophie im Seminar von Rende am 15. Juli 1951 die Priesterweihe. Er war Pfarrer von Villa San Giovanni. Erzbischof Giovanni Ferro berief ihn 1973 zum Generalvikar des Erzbistums Reggio Calabria.
Papst Paul VI. ernannte ihn am 21. Dezember 1973 zum Erzbischof von Santa Severina und Bischof von Crotone (die beiden Diözesen wurden in einer Personalunion verwaltet). Die Bischofsweihe spendete ihm der Erzbischof von Reggio Calabria, Giovanni Ferro CRS, am 11. Februar 1974; Mitkonsekratoren waren Antonio Mauro, Vizepräsident des Sekretariates für die Nichtglaubenden, und Santo Bergamo, Bischof von Oppido Mamertina. Mit der Vereinigung des Bistums Crotone mit dem Erzbistum Santa Severina durch das Dikasterium für die Bischöfe wurde er am 30. September 1986 Vorsteher des daraus entstandenen Erzbistums Crotone-Santa Severina. Am 6. Juni 1998 wechselte er in das Erzbistum Cosenza-Bisignano.
Agostino war zudem Präsident der Bischofskonferenz von Kalabrien und Vizepräsident der Italienischen Bischofskonferenz CEI.
Am 18. Dezember 2004 nahm Johannes Paul II. seinen altersbedingten Rücktritt an und ernannte ihn bis zur Amtseinführung seines Nachfolgers am 25. Februar 2005 zum Apostolischen Administrator des Erzbistums.
Giuseppe Agostino leitete den Seligsprechungsprozess für Joachim von Fiore sowie den Heiligsprechungsprozess für Gaetano Mauro ein.